# Cecily von Ziegesar
Cecily von Ziegesar (født som Cecily Brooke von Ziegesar  27. juni 1970)  er en amerikansk forfatter der har skrevet Gossip Girl-serien.